# Luise Rist
Luise Stefanie Rosine Rist, geborene Freyler (* 28. Februar 1877 in Rottweil; † 10. September 1955 in Stuttgart) war eine deutsche Politikerin.

## Leben
Luise Freyler wurde 1877 als Tochter von Heinrich Freyler und seiner Frau Stephanie, geborene Wernz, in Rottweil geboren. Nach Abschluss ihrer Ausbildung im Internat der „Englischen Fräulein“ in Lindau heiratete sie Josef Rist, Professor an der Stuttgarter Kunstakademie.
Frühzeitig engagierte sich Luise Rist im katholischen Verbandswesen. 1918 übernahm sie die Führung des Katholischen Frauenbunds in Württemberg. 1919 wurde sie für die Deutsche Zentrumspartei in den Württembergischen Landtag gewählt. Diesem gehörte sie bis 1933 an. Sie war bis 1933 im Fraktionsvorstand ihrer Partei, zeitweise auch im Reichspartei- und Landesvorstand der Zentrumspartei. Daneben arbeitete sie jahrelang als Redakteurin für die Frauenbeilage des Parteiorgans „Deutsches Volksblatt“.
Im Jahr 1933 wurde sie von den Nationalsozialisten aller Ämter enthoben, im Sommer 1944 wurde sie sogar kurzfristig in „Schutzhaft“ genommen. Nach dem Krieg zählte sie zu den Mitbegründern der CDU Nordwürttemberg. Auch in der neuen Partei engagierte sie sich im Frauenausschuss in führender Position, aus Altersgründen wollte sie aber nicht mehr für ein Parlamentsmandat kandidieren. Bis 1948 stand sie nochmals an der Spitze des Katholischen Frauenbundes der Diözese Rottenburg.
Luise Rist starb im September 1955 nach längerer Krankheit im Alter von 78 Jahren in Stuttgart. Sie wurde auf dem Pragfriedhof beigesetzt.

## Ehrungen
Die streng konservative und tiefgläubige Politikerin wurde 1925 von Papst Pius XI. mit dem Ehrenkreuz „Pro Ecclesia et Pontifice“ ausgezeichnet. 1953 erhielt sie das Bundesverdienstkreuz.